# McLaren

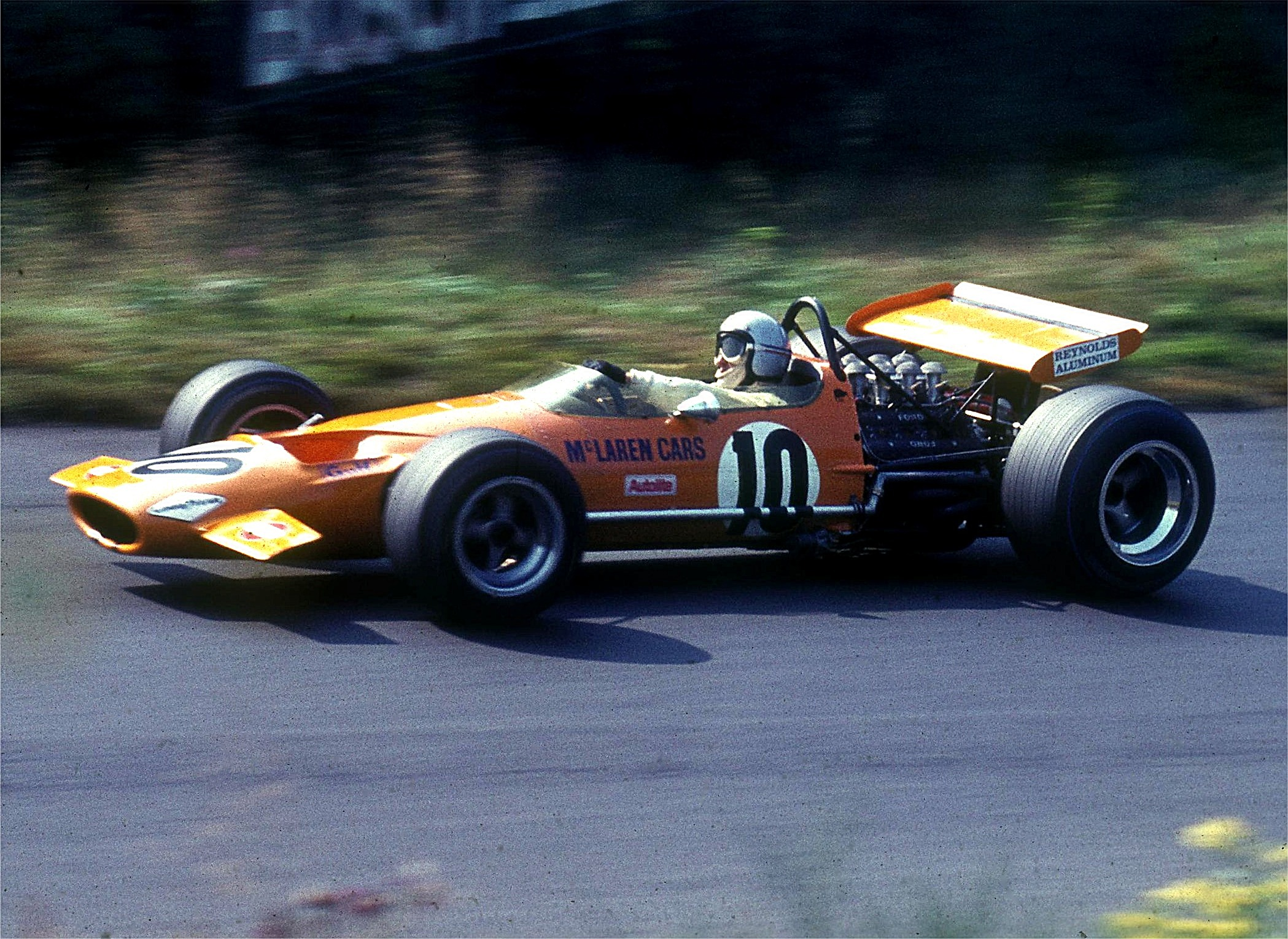
Bruce McLaren i.

McLaren Racing Limited, tävlar som McLaren Formula 1 Team, är en brittisk formelbiltillverkare med ett framgångsrikt formel 1-stall  som grundades av Bruce McLaren 1963. Stallet har tävlat i en rad olika motorsporter, men är mest kända inom formel 1. McLarens ägs av McLaren Group. Mercedes är sedan 2021 stallets motorleverantör.  
1990 grundades McLaren Cars, numera McLaren Automotive, som tillverkar snabba bilar för gatubruk. Den mest kända modellen är McLaren F1; modellnamnet anknyter förstås till McLarens framgångar inom formel 1 men betyder inte att bilen är en formel 1-bil. Sedan formel 1-stallet inledde sitt samarbete med Mercedes, har McLaren också kommit att ingå som del av modellnamnet i sportbilen Mercedes-Benz SLR McLaren. 
Säsongen 2007 diskvalificerades McLaren från konstruktörsmästerskapet på grund av att man på ett otillbörligt sätt innehaft tekniska data från konkurrentstallet Ferrari.

## Historik

### 1963–1979
På 1960-talet körde nyzeeländaren Bruce McLaren (1937-1970) formel 1 i Cooper-stallet. Men när de vägrade acceptera hans designförslag för att förbättra bilen bestämde han sig för att bilda ett eget stall. 1963 anställde han ingenjörer som började konstruera en ny bil och McLaren Motor Racing Ltd var fött.
Början 1970-talet var katastrofalt för McLaren, eftersom stallchefen Bruce McLaren omkom under en testkörning med den nya bilen. Trots detta lyckades man ändå uppnå godkända resultat inom formel 1, formel 2, IndyCar och F5000. 
1973 valde man att fokusera på formel 1 och IndyCar i USA. Detta visade sig vara ett klokt beslut. 1974 vann stallet konstruktörsmästerskapet och förarmästerskapet i formel 1 och 1976 vann man förarmästerskapet i samma racingklass. I IndyCar var framgången inte lika stor, vilket gjorde att McLaren lämnade den racingformen efter säsongen 1979.

### 1980-talet

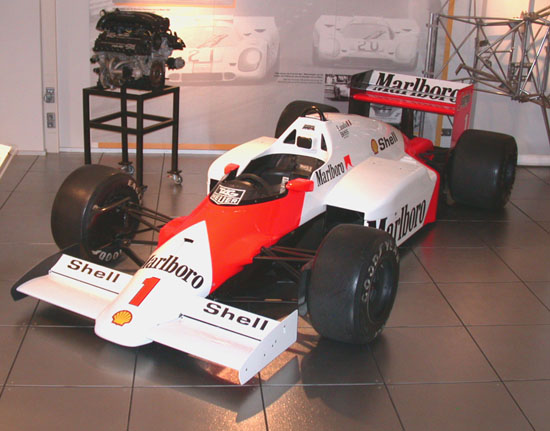
McLaren-TAG 1984-1986

Dagens McLaren-stall är ett resultat av sammanslagningen av McLaren Motor Racing Ltd och Ron Dennis' formel 2-stall, Project Four Racing 1981.
1980-talet är den mest framgångsrika perioden i stallets historia. Med en Porsche-byggd motor, nyskapande konstruktioner och en föraruppsättning bestående av bland andra Niki Lauda, Alain Prost, Keke Rosberg, och svensken Stefan "Lill-Lövis" Johansson vann de konstruktörsmästerskapet 1984 och 1985 samt tre förarmästerskap. 
1988 bytte de till Honda-motorer efter att de övertalat Honda att lämna Williams och satsa på McLaren (Williams vann VM 1986 och 1987). Detta visade sig vara ytterligare ett bra beslut. McLaren-Honda, med Ayrton Senna  och Alain Prost, vann 15 av 16 lopp. Denna framgång fortsatte 1980-talet ut.

### 1990-talet
Med Ayrton Senna i spetsen vann McLaren även konstruktörsmästerskapen år 1990 och 1991. 1992 började det gå sämre och i slutet av säsongen lämnade Honda formel 1, vilket resulterade i en övergång till Ford Cosworth-motorer.
1993 började Mika Häkkinen köra för McLaren. Ett år senare lämnade Ayrton Senna stallet för att gå till det mer framgångsrika Williams. 1994 bytte McLaren till Peugeot-motorer. Resultaten var inte det man hade förväntat sig och Peugeot ersattes 1995 av Mercedes. Men inte heller med Mercedes-motorer lyckades man.
I mitten av 1990-talet arbetade man intensivt med att få bilen att fungera med Mercedes-motorn.

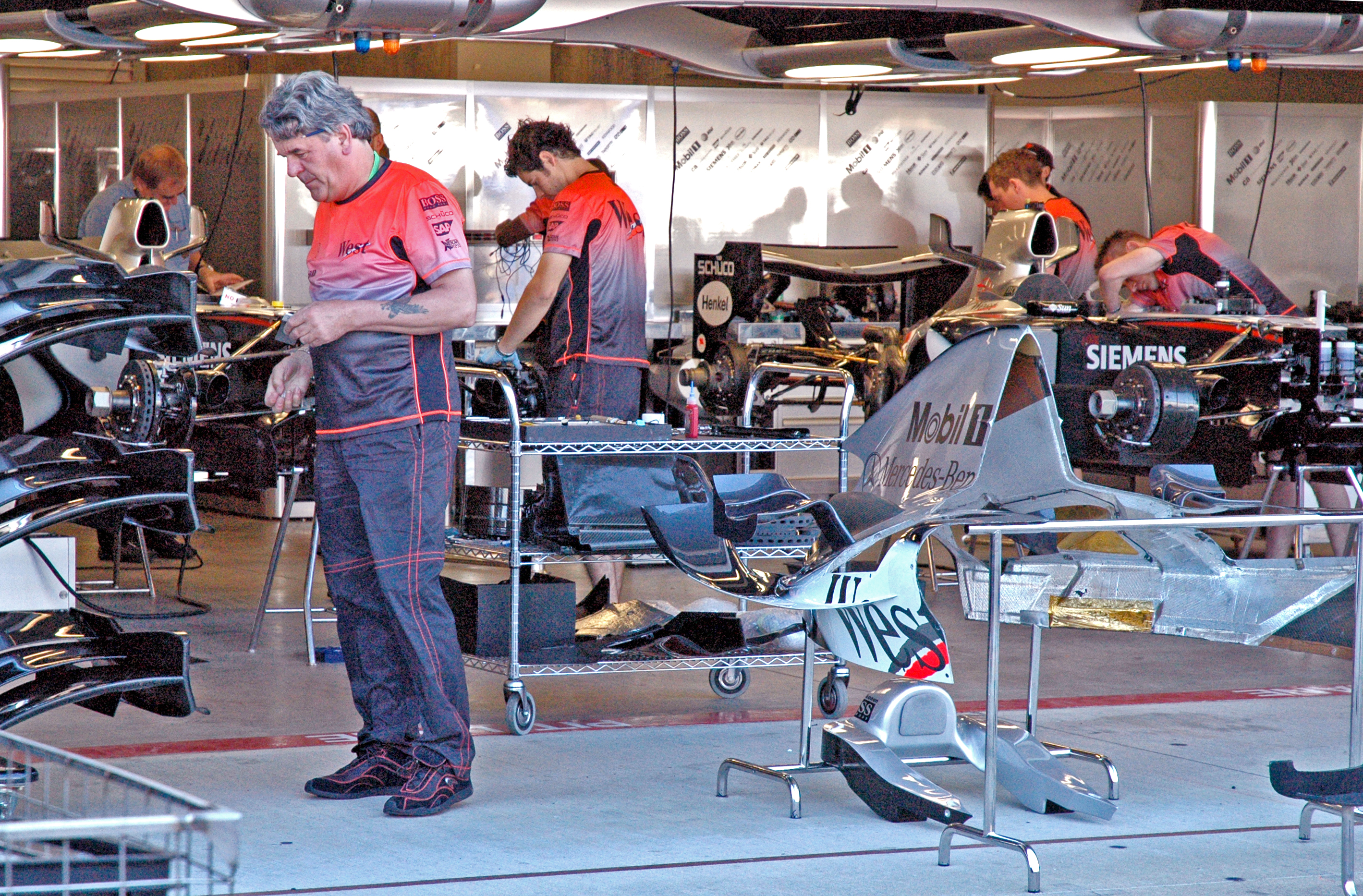
McLarens depå, USA:s Grand Prix 2005.

Med hjälp av en bra bil och förarskicklighet lyckades Mika Häkkinen vinna förarmästerskapet 1998 och 1999 (Huvudkonkurrenten Williams motorleverantör Renault drog sig ur F1). 2000 års förarmästerskap var mycket jämnt mellan Häkkinen och Ferraris Michael Schumacher, men slutade till Schumachers fördel.

### 2000-talet
Ferrari fortsatte att vinna samtidigt som McLaren drabbades av problem med bland annat tillförlitligheten. 2002 tog finländaren Mika Häkkinen ett sabbatsår, men återvände aldrig, och lämnade plats för landsmannen Kimi Räikkönen. Räikkönen visade stor talang och slutade endast två poäng efter vinnande Schumacher 2003.
Säsongen 2004 kom man med en "förbättrad" bil, men den visade sig ha mycket dålig tillförlitlighet, vilket gjorde att man halkade ner i mästerskapet.
Säsongen 2005 ersattes David Coulthard med Juan Pablo Montoya. Det blev en klar förbättring jämfört med 2004 och Kimi Räikkönen lyckades ta flera segrar. McLaren var det snabbaste stallet, men hade fortsatta problem med tillförlitligheten och slutade på andra plats i konstruktörsmästerskapet. 

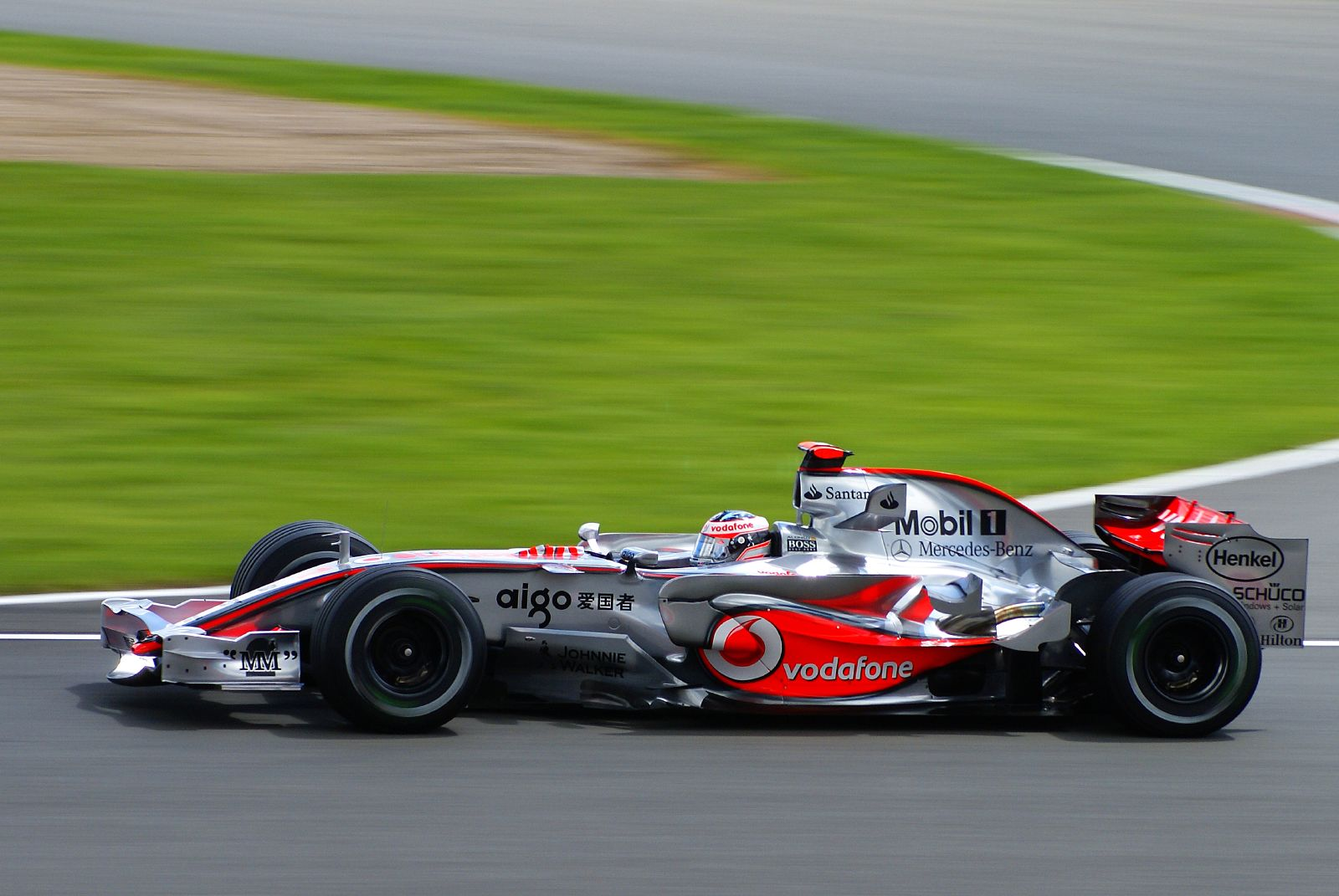
Fernando Alonso i.

Säsongen 2006 slutade stallet på tredje plats i konstruktörsmästerskapet.
Under säsongen 2007 anklagades stallet för spionage mot konkurrentstallet Ferrari. Den 13 september 2007 blev stallet av med alla poäng i konstruktörs-VM, varifrån man också stängdes av för resten av säsongen. Poängavdraget drabbade dock inte stallets båda förare Fernando Alonso och Lewis Hamilton, vilka kunde fortsätta kampen i förar-VM. Stallet fick även böta 100 miljoner US-dollar och säsongen 2008 måste stallet visa upp en bil konstruerad helt utan idéer stulna från Ferrari för att få delta.

## Världsmästarsäsonger

### 1974
Emerson Fittipaldi värvades till stallet inför säsongen från Team Lotus och parades ihop med veteranen Denny Hulme och mc-profilen Mike Hailwood. Denna föraruppställning var möjlig tack vare de nya stora sponsoravtalen med Philip Morris (Marlboro) och Texaco. Fittipaldi fick en miljon dollar per år för det nya kontraktet, vilket då var rekord. Hulme vann premiären i Argentina, medan Fittipaldi slog till i nästa tävling. Emerson hade en jämn säsong utan större svackor och genom segern i Kanada så låg han jämsides med Clay Regazzoni från Schweiz inför sista tävlingen. Fittipaldi kom fyra och säkrade stallets första VM-titel då Regazzoni bara blev elva. Hulme blev sjua i VM, medan Hailwood hade ett jobbigt år och slutade långt ner.

### 1976
År 1975 hade Emerson Fittipaldi blivit tvåa i förar-VM med två segrar innan han chockade F1-världen genom att gå till Fittipaldi. McLaren värvade då den brittiska superstjärnan James Hunt ifrån Hesketh. Hunt tappade tidigt mark mot Scuderia Ferrari stjärnförare Niki Lauda. Lauda ledde VM med 35 poäng när de kom till Västtyskland och Nürburgring. Där kraschade Lauda svårt och missade två tävlingar efter att ha varit millisekunder från att brinna inne. Hunt satte då igång en segerrusch där han vann fyra av sex tävlingar och även om Lauda var tillbaka så var avståndet 3 poäng inför sista tävlingen i Japan. Där öste regnet ner och Hunt ville inte att tävlingen skulle köras. Dock tvingade han sig själv att köra, medan Lauda var ovillig att ta risker efter sin olycka avbröt sin tävling frivilligt. När Hunt låg tvåa som skulle räcka gott och väl, så fick han punktering och tvingades in i depån. Han kom ut som femma, men tog sig upp på den fjärdeplatsen som krävdes och gick dessutom upp som trea. Därmed hade han sensationellt nog, vunnit VM!

### 1984
Efter Hunts titel hade McLaren det svårt. Teddy Mayer sålde 1981 stallet till Ron Dennis. Han lockade Niki Lauda till stallet tillsammans med John Watson. Dock sluatde Watson 1983 och McLaren ersatte honom med fransmannen Alain Prost ifrån Renault F1. 1984 var McLaren helt överlägsna och vann 12 av 16 lopp. Frågan var bara vem av Prost och Lauda som skulle vinna VM, innan sista tävlingen låg Lauda 3,5 poäng före Prost och för honom räckte det med en andraplats i Portugal. Det fixade han och då hjälpte det inte att Prost tangerade segerrekordet för en säsong genom att vinna sin sjunde seger. Marginalen mellan dessa var rekordliten, 72 mot 71,5 poäng.

### 1985
1985 var ett förhållandevis enkelt år för Prost, han var den ende som höll hela säsongen, Ferrari kunde utmana under första halvan, medan Williams avslutade bäst, men Prost fanns alltid där och knep fem segrar (Brasilien, Monaco, England, Österrike och Italien), medan Lauda hade motivationsproblem och vann bara en seger (Holland), han valde sedan att avsluta sin karriär. Prosts mästerskap var aldrig i rejäl fara, trots att Michele Alboreto var nära under stora delar av säsongen, men i takt med Ferraris sönderfall (som fortsatte 1986) fick han nöja sig med andraplatsen, 20 poäng bakom Prost.

### 1986
Det här året var det meningen att det skulle vara Williams tur. Men Prost plockade poäng i bakgrunden och smög med när Piquet och Mansell fightades. Många experter tror att Williams hade vunnit VM om någon varit uttalad försteförare, vilket Prost var, på grund av att Keke Rosberg inte höll måttet, i McLaren. När Mansell fick punktering vann Prost tävlingen i Australien och gick förbi med två poängs marginal. Prost hade dock problem med bilen de sista varven och några varv till och Piquet hade smitit förbi och blivit mästare.

### 1988
Efter ett mellanår hade McLaren värvat Ayrton Senna från Lotus och samtidigt fått Hondamotorer, vilket gav dem en avsevärd fördel gentemot Williams som fick nöja sig med Juddmotorer, som nästan aldrig höll i mål. Till följd av det hade McLaren inga problem med att vinna 15 av 16 tävlingar. Senna vann åtta och Prost sju. Fransmannen tog dock fler poäng än Senna (105 mot 95), men då bara de elva bästa resultaten fick räknas, var det Senna som vann världsmästartiteln med 90 poäng mot 87. Den nivå som McLaren låg på den här säsongen har man inte uppnått sedan dess.

### 1989
McLaren var aldrig hotade i mästerskapet den här säsongen heller, men nu vann de "bara" tio tävlingar. Senna vann sex tävlingar, medan Prost vann fyra, trots det vann Prost titeln genom sin fantastiska förmåga att komma tvåa när han inte vann. Inför Frankrikes GP meddelade Prost att han hade skrivit på för Ferrari inför 1990. Sedan i Japan säkrade Prost mästerskapet när han blev påkörd av Senna. Fransmannen tvingades bryta medan Senna fortsatte mot segern. Han blev dock diskvalificerad för sin påkörning och Prost var mästare.

### 1990
Gerhard Berger kom till stallet istället för den flyktade Prost. Dock kunde han inte utmana Senna, som säsongen lång hade en hård kamp mot Prost om VM-titeln. Senna fick ett stort övertag tidigt, men sedan vann Prost tre raka segrar och gick förbi dock svarade Senna, med att vinna tre av de kommande fyra tävlingarna och skaffade sig ett övertag. I Spanien tvingades Senna bryta och det skapade en spännande upplösning i Japan och eventuellt Australien. I Japan tog Prost starten och Senna blev så arg att han helt sonika körde på Ferrari-föraren så att båda bröt och Senna vann VM, finalen i Australien blev betydelselös.

### 1991
Den här titeln grundlade Senna tidigt när han vann de fyra första tävlingarna och ledde 30 poäng före Prost, vars problem fortsatte. I stället blev Nigel Mansell den värsta konkurrenten och vann tre raka tävlingar och reducerade avståndet till 8 poäng. Senna svarade med två nya segrar och sedan var titeln ingen match för Senna, vilket blev legendens sista. Berger vann i Japan och Senna i Australien, vilket säkrade konstruktörsmästerskapet.

### 1998
Efter några svåra år för stallet, vilket kulminerade med en svit på 50 lopp utan seger var McLaren åter livsfarliga för sina konkurrenter. Mika Häkkinen vann sin första VM-titel under 1998. Han vann de två första tävlingarna och Spanien och Monaco vilket gjorde att han ledde med 17 poäng före stallkamraten David Coulthard. Sedan blev dock Michael Schumacher en allvarlig utmanare och var till och med lika i mästerskapet med två tävlingar kvar. Finländaren visade dock mästarklass och vann de två sista tävlingarna och titeln.

### 1999
Häkkinen vann igen trots flera blindskär, bland annat krascher i de italienska tävlingarna och flera haverier. Farligaste konkurrenten Michael Schumacher försvann efter halva säsongen med ett benbrott, men trots att Schumachers stallkamrat Eddie Irvine ansågs sämre än tysken så ledde han inför sista tävlingen. Häkkinen behövde vinna och gjorde en fantastisk start och fick greppet direkt. Han hade sedan inga problem att säkra sin andra titel, två poäng före Irvine. Sedan var McLaren inne i en svacka tills man allvarligt hotade Ferrari om förartiteln säsongen 2007.

### 2008
Efter att säsongen 2007 ha kommit tvåa i förarmästerskapet efter Ferraris Kimi Räikkönen, vann britten Lewis Hamilton världsmästerskapet 2008. Under säsongen låg tidvis Hamilton, Ferraris Felipe Massa och BMW Saubers Robert Kubica etta i VM-tabellen. Hamilton tog dramatiskt titeln i det sista loppet för säsongen under tävlingens sista varv i Brasilien. Ferrari vann dock konstruktörsmästerskapet.

## F1-säsonger
| Säsong | Tävlingsnamn                   | Bil                                     | Motor                    | Däck | Poäng | VM-plac. | Nr. | Förare 1           | Nr. | Förare 2           | Nr. | Förare 3          | Övriga förare i alfabetisk ordning    |
| ------ | ------------------------------ | --------------------------------------- | ------------------------ | ---- | ----- | -------- | --- | ------------------ | --- | ------------------ | --- | ----------------- | ------------------------------------- |
| 1966   | Bruce McLaren Motor Racing     | McLaren M2B                             | Ford 3.0 V8              | F    | 2     | 9:a      |     | Bruce McLaren      |     |                    |     |                   |                                       |
| 1966   | Bruce McLaren Motor Racing     | McLaren M2B                             | Serenissima 3.0 V8       | F    | 1     | 10:a     |     | Bruce McLaren      |     |                    |     |                   |                                       |
| 1967   | Bruce McLaren Motor Racing     | McLaren M4B McLaren M5A                 | BRM 2.0 V8 BRM 3.0 V12   | G    | 3     | 10:a     |     | Bruce McLaren      |     |                    |     |                   |                                       |
| 1968   | Bruce McLaren Motor Racing     | McLaren M5A                             | BRM 3.0 V12              | G    | 3     | 10:a     |     | Denny Hulme        |     |                    |     |                   |                                       |
| 1968   | Bruce McLaren Motor Racing     | McLaren M7A                             | Ford Cosworth DFV 3.0 V8 | G    | 49    | 2:a      |     | Denny Hulme        |     | Bruce McLaren      |     |                   |                                       |
| 1969   | Bruce McLaren Motor Racing     | McLaren M7A McLaren M7C McLaren M9A     | Ford Cosworth DFV 3.0 V8 | G    | 38    | 4:a      |     | Denny Hulme        |     | Bruce McLaren      |     | Derek Bell        |                                       |
| 1970   | Bruce McLaren Motor Racing     | McLaren M14A                            | Ford Cosworth DFV 3.0 V8 | G    | 35    | 5:a      |     | Denny Hulme        |     | Peter Gethin       |     |                   | Dan Gurney Bruce McLaren              |
| 1970   | Bruce McLaren Motor Racing     | McLaren M7D McLaren M14D                | Alfa Romeo 3.0 V8        | G    | 0     | 9:a      |     | Andrea de Adamich  |     | Nanni Galli        |     |                   |                                       |
| 1971   | Bruce McLaren Motor Racing     | McLaren M19A                            | Ford Cosworth DFV 3.0 V8 | G    | 10    | 6:a      |     | Denny Hulme        |     | Peter Gethin       |     | Jackie Oliver     |                                       |
| 1972   | Yardley Team McLaren           | McLaren M19A                            | Ford Cosworth DFV 3.0 V8 | G    | 47    | 3:a      |     | Denny Hulme        |     | Peter Revson       |     |                   | Brian Redman Jody Scheckter           |
| 1973   | Yardley Team McLaren           | McLaren M19C McLaren M23                | Ford Cosworth DFV 3.0 V8 | G    | 58    | 3:a      |     | Jody Scheckter     |     | Denny Hulme        |     |                   | Jacky Ickx Peter Revson               |
| 1974   | Marlboro Team Texaco           | McLaren M23                             | Ford Cosworth DFV 3.0 V8 | G    | 73    | 1:a      |     | Emerson Fittipaldi |     | Denny Hulme        |     |                   |                                       |
| 1974   | Yardley Team McLaren           | McLaren M23                             | Ford Cosworth DFV 3.0 V8 | G    | 73    | 1:a      |     |                    |     |                    |     |                   | Mike Hailwood David Hobbs Jochen Mass |
| 1975   | Marlboro Team Texaco           | McLaren M23                             | Ford Cosworth DFV 3.0 V8 | G    | 53    | 3:a      |     | Emerson Fittipaldi |     | Jochen Mass        |     |                   |                                       |
| 1976   | Marlboro Team McLaren          | McLaren M23                             | Ford Cosworth DFV 3.0 V8 | G    | 74    | 2:a      |     | James Hunt         |     | Jochen Mass        |     |                   |                                       |
| 1977   | Marlboro Team McLaren          | McLaren M23 McLaren M26                 | Ford Cosworth DFV 3.0 V8 | G    | 60    | 3:a      |     | James Hunt         |     | Jochen Mass        |     |                   | Bruno Giacomelli Gilles Villeneuve    |
| 1978   | Marlboro Team McLaren          | McLaren M26                             | Ford Cosworth DFV 3.0 V8 | G    | 15    | 8:a      |     | James Hunt         |     | Patrick Tambay     |     | Bruno Giacomelli  |                                       |
| 1979   | Marlboro Team McLaren          | McLaren M28 McLaren M29                 | Ford Cosworth DFV 3.0 V8 | G    | 15    | 7:a      |     | John Watson        |     | Patrick Tambay     |     |                   |                                       |
| 1980   | Marlboro Team McLaren          | McLaren M29B McLaren M29C McLaren M30   | Ford Cosworth DFV 3.0 V8 | G    | 11    | 9:a      |     | John Watson        |     | Alain Prost        |     | Stephen South     |                                       |
| 1981   | Marlboro McLaren International | McLaren M29C McLaren M29F McLaren MP4/1 | Ford Cosworth DFV 3.0 V8 | M    | 28    | 6:a      |     | John Watson        |     | Andrea de Cesaris  |     |                   |                                       |
| 1982   | Marlboro McLaren International | McLaren MP4/1B                          | Ford Cosworth DFV 3.0 V8 | M    | 69    | 2:a      |     | John Watson        |     | Niki Lauda         |     |                   |                                       |
| 1983   | Marlboro McLaren International | McLaren MP4/1C                          | Ford Cosworth DFV 3.0 V8 | M    | 34    | 5:a      |     | John Watson        |     | Niki Lauda         |     |                   |                                       |
| 1983   | Marlboro McLaren International | McLaren MP4/1E                          | TAG 1.5 V6T              | M    | 0     | -        |     | John Watson        |     | Niki Lauda         |     |                   |                                       |
| 1984   | Marlboro McLaren International | McLaren MP4/2                           | TAG 1.5 V6T              | M    | 143,5 | 1:a      |     | Alain Prost        |     | Niki Lauda         |     |                   |                                       |
| 1985   | Marlboro McLaren International | McLaren MP4/2B                          | TAG 1.5 V6T              | G    | 90    | 1:a      |     | Niki Lauda         |     | Alain Prost        |     | John Watson       |                                       |
| 1986   | Marlboro McLaren International | McLaren MP4/2C                          | TAG 1.5 V6T              | G    | 96    | 2:a      |     | Alain Prost        |     | Keke Rosberg       |     |                   |                                       |
| 1987   | Marlboro McLaren International | McLaren MP4/3                           | TAG 1.5 V6T              | G    | 76    | 2:a      |     | Alain Prost        |     | Stefan Johansson   |     |                   |                                       |
| 1988   | Honda Marlboro McLaren         | McLaren MP4/4                           | Honda 1.5 V6T            | G    | 199   | 1:a      |     | Alain Prost        |     | Ayrton Senna       |     |                   |                                       |
| 1989   | Honda Marlboro McLaren         | McLaren MP4/5                           | Honda 3.5 V10            | G    | 141   | 1:a      |     | Ayrton Senna       |     | Alain Prost        |     |                   |                                       |
| 1990   | Honda Marlboro McLaren         | McLaren MP4/5B                          | Honda 3.5 V10            | G    | 121   | 1:a      |     | Ayrton Senna       |     | Gerhard Berger     |     |                   |                                       |
| 1991   | Honda Marlboro McLaren         | McLaren MP4/6                           | Honda 3.5 V12            | G    | 139   | 1:a      |     | Ayrton Senna       |     | Gerhard Berger     |     |                   |                                       |
| 1992   | Honda Marlboro McLaren         | McLaren MP4/6B McLaren MP4/7A           | Honda 3.5 V12            | G    | 99    | 2:a      |     | Ayrton Senna       |     | Gerhard Berger     |     |                   |                                       |
| 1993   | Marlboro McLaren               | McLaren MP4/8                           | Ford HB 3.5 V8           | G    | 84    | 2:a      |     | Michael Andretti   |     | Ayrton Senna       |     | Mika Häkkinen     |                                       |
| 1994   | Marlboro McLaren Peugeot       | McLaren MP4/9                           | Peugeot 3.5 V10          | G    | 42    | 4:a      |     | Mika Häkkinen      |     | Martin Brundle     |     | Philippe Alliot   |                                       |
| 1995   | Marlboro McLaren Mercedes      | McLaren MP4/10 McLaren MP4/10B          | Mercedes 3.0 V10         | G    | 30    | 4:a      |     | Mark Blundell      |     | Mika Häkkinen      |     |                   | Jan Magnussen Nigel Mansell           |
| 1996   | Marlboro McLaren Mercedes      | McLaren MP4/11                          | Mercedes 3.0 V10         | G    | 49    | 4:a      |     | Mika Häkkinen      |     | David Coulthard    |     |                   |                                       |
| 1997   | West McLaren Mercedes          | McLaren MP4/12                          | Mercedes 3.0 V10         | G    | 63    | 4:a      |     | Mika Häkkinen      |     | David Coulthard    |     |                   |                                       |
| 1998   | West McLaren Mercedes          | McLaren MP4/13                          | Mercedes 3.0 V10         | B    | 156   | 1:a      |     | David Coulthard    |     | Mika Häkkinen      |     |                   |                                       |
| 1999   | West McLaren Mercedes          | McLaren MP4/14                          | Mercedes 3.0 V10         | B    | 124   | 2:a      |     | Mika Häkkinen      |     | David Coulthard    |     |                   |                                       |
| 2000   | West McLaren Mercedes          | McLaren MP4/15                          | Mercedes 3.0 V10         | B    | 152   | 2:a      |     | Mika Häkkinen      |     | David Coulthard    |     |                   |                                       |
| 2001   | West McLaren Mercedes          | McLaren MP4/16                          | Mercedes 3.0 V10         | B    | 102   | 2:a      |     | Mika Häkkinen      |     | David Coulthard    |     |                   |                                       |
| 2002   | West McLaren Mercedes          | McLaren MP4-17                          | Mercedes 3.0 V10         | M    | 65    | 3:a      |     | David Coulthard    |     | Kimi Räikkönen     |     |                   |                                       |
| 2003   | West McLaren Mercedes          | McLaren MP4-17D                         | Mercedes FO110P V10      | M    | 142   | 3:a      |     | David Coulthard    |     | Kimi Räikkönen     |     |                   |                                       |
| 2004   | West McLaren Mercedes          | McLaren MP4-19 McLaren MP4-19B          | Mercedes FO110Q V10      | M    | 69    | 5:a      |     | David Coulthard    |     | Kimi Räikkönen     |     |                   |                                       |
| 2005   | Team McLaren Mercedes          | McLaren MP4-20                          | Mercedes FO110R V10      | M    | 182   | 2:a      |     | Kimi Räikkönen     |     | Juan Pablo Montoya |     |                   | Pedro de la Rosa Alexander Wurz       |
| 2006   | Team McLaren Mercedes          | McLaren MP4-21                          | Mercedes FO108S V8       | M    | 110   | 3:a      |     | Kimi Räikkönen     |     | Juan Pablo Montoya |     | Pedro de la Rosa  |                                       |
| 2007   | Vodafone McLaren Mercedes      | McLaren MP4-22                          | Mercedes FO108T V8       | B    | 0     | -        |     | Fernando Alonso    |     | Lewis Hamilton     |     |                   |                                       |
| 2008   | Vodafone McLaren Mercedes      | McLaren MP4-23                          | Mercedes FO108V V8       | B    | 151   | 2:a      |     | Lewis Hamilton     |     | Heikki Kovalainen  |     |                   |                                       |
| 2009   | Vodafone McLaren Mercedes      | McLaren MP4-24                          | Mercedes FO108W V8       | B    | 71    | 3:a      |     | Lewis Hamilton     |     | Heikki Kovalainen  |     |                   |                                       |
| 2010   | Vodafone McLaren Mercedes      | McLaren MP4-25                          | Mercedes FO108X          | B    | 454   | 2:a      |     | Jenson Button      |     | Lewis Hamilton     |     |                   |                                       |
| 2011   | Vodafone McLaren Mercedes      | McLaren MP4-26                          | Mercedes FO108Y          | P    | 497   | 2:a      |     | Lewis Hamilton     |     | Jenson Button      |     |                   |                                       |
| 2012   | Vodafone McLaren Mercedes      | McLaren MP4-27                          | Mercedes FO108Z          | P    | 378   | 3:a      |     | Jenson Button      |     | Lewis Hamilton     |     |                   |                                       |
| 2013   | Vodafone McLaren Mercedes      | McLaren MP4-28                          | Mercedes FO 108F         | P    | 122   | 5:a      |     | Jenson Button      |     | Sergio Pérez       |     |                   |                                       |
| 2014   | McLaren Mercedes               | McLaren MP4-29                          | Mercedes PU106A Hybrid   | P    | 171   | 5:a      | 22. | Jenson Button      | 20. | Kevin Magnussen    |     |                   |                                       |
| 2015   | McLaren Honda                  | McLaren MP4-30                          | Honda RA615H             | P    | 19    | 9:a      | 14. | Fernando Alonso    | 22. | Jenson Button      | 20. | Kevin Magnussen   |                                       |
| 2016   | McLaren Honda                  | McLaren MP4-31                          | Honda RA616H             | P    | 76    | 6:a      | 14. | Fernando Alonso    | 20. | Jenson Button      | 2.  | Stoffel Vandoorne |                                       |
| 2017   | McLaren Honda                  | McLaren MCL-32                          | Honda RA617H             | P    | 30    | 9:e      | 14. | Fernando Alonso    | 2.  | Stoffel Vandoorne  |     |                   |                                       |
| 2018   | McLaren F1 Team                | McLaren MCL-33                          | Renault R.E.18           | P    | 62    | 6:a      | 14. | Fernando Alonso    | 2.  | Stoffel Vandoorne  |     |                   |                                       |
| 2019   | McLaren F1 Team                | McLaren MCL-34                          | Renault E-Tech 19        | P    | 145   | 4:a      | 4.  | Lando Norris       | 55. | Carlos Sainz, Jr.  |     |                   |                                       |
| 2020   | McLaren F1 Team                | McLaren MCL-35                          | Renault E-Tech 20        | P    | 202   | 3:a      | 4.  | Lando Norris       | 55. | Carlos Sainz, Jr.  |     |                   |                                       |
| 2021   | McLaren Mercedes               | McLaren MCL-35M                         | Mercedes                 | P    | 275   | 4:a      | 3.  | Daniel Ricciardo   | 4.  | Lando Norris       |     |                   |                                       |
| 2022   | McLaren Mercedes               | McLaren MCL-36                          | Mercedes                 | P    | 159   | 5:a      | 4.  | Lando Norris       | 3.  | Daniel Ricciardo   |     |                   |                                       |
| 2023   | McLaren Mercedes               | McLaren MCL-60                          | Mercedes                 | P    | 302   | 4:a      | 4.  | Lando Norris       | 81. | Oscar Piastri      |     |                   |                                       |
| 2024   | McLaren Mercedes               | McLaren MCL-38                          | Mercedes                 | P    | 666   | 1:a      | 4.  | Lando Norris       | 81. | Oscar Piastri      |     |                   |                                       |
| 2025   | McLaren Mercedes               | McLaren MCL-38                          | Mercedes                 | P    | 460   | 1:a      | 4.  | Lando Norris       | 81. | Oscar Piastri      |     |                   |                                       |

| 1. Belgien 1968 2. Italien 1968 3. Kanada 1968 4. Mexiko 1969 5. Sydafrika 1972 6. Sverige 1973 7. Storbritannien 1973 8. Kanada 1973 9. Argentina 1974 10. Brasilien 1974 11. Belgien 1974 12. Kanada 1974 13. Argentina 1975 14. Spanien 1975 15. Storbritannien 1975 16. Spanien 1976 17. Frankrike 1976 18. Tyskland 1976 19. Nederländerna 1976 20. Kanada 1976 21. USA 1976 22. Storbritannien 1977 23. USA 1977 24. Japan 1977 25. Storbritannien 1981 26. USA West 1982 27. Belgien 1982 28. Detroit 1982 29. Storbritannien 1982 30. USA West 1983 31. Brasilien 1984 32. Sydafrika 1984 33. San Marino 1984 34. Frankrike 1984 35. Monaco 1984 36. Storbritannien 1984 37. Tyskland 1984 38. Österrike 1984 39. Nederländerna 1984 40. Italien 1984 41. Europa 1984 42. Portugal 1984 43. Brasilien 1985 44. Monaco 1985 45. Storbritannien 1985 46. Österrike 1985 47. Nederländerna 1985 48. Italien 1985 49. San Marino 1986 50. Monaco 1986 51. Österrike 1986 52. Australien 1986 53. Brasilien 1987 54. Belgien 1987 55. Portugal 1987 56. Brasilien 1988 57. San Marino 1988 58. Monaco 1988 59. Mexiko 1988 60. Kanada 1988 61. Detroit 1988 62. Frankrike 1988 63. Storbritannien 1988 64. Tyskland 1988 65. Ungern 1988 66. Belgien 1988 67. Portugal 1988 68. Spanien 1988 69. Japan 1988 70. Australien 1988 71. San Marino 1989 72. Monaco 1989 73. Mexiko 1989 74. USA 1989 75. Frankrike 1989 76. Storbritannien 1989 77. Tyskland 1989 78. Belgien 1989 79. Italien 1989 80. Spanien 1989 81. USA 1990 82. Monaco 1990 83. Kanada 1990 84. Tyskland 1990 85. Belgien 1990 86. Italien 1990 87. USA 1991 88. Brasilien 1991 89. San Marino 1991 90. Monaco 1991 91. Ungern 1991 92. Belgien 1991 93. Japan 1991 94. Australien 1991 95. Monaco 1992 96. Kanada 1992 97. Ungern 1992 98. Italien 1992 99. Australien 1992 100. Brasilien 1993 101. Europa 1993 102. Monaco 1993 103. Japan 1993 104. Australien 1993 105. Australien 1997 106. Italien 1997 107. Europa 1997 108. Australien 1998 109. Brasilien 1998 110. San Marino 1998 111. Spanien 1998 112. Monaco 1998 113. Österrike 1998 114. Tyskland 1998 115. Luxemburg 1998 116. Japan 1998 117. Brasilien 1999 118. Spanien 1999 119. Kanada 1999 120. Storbritannien 1999 121. Ungern 1999 122. Belgien 1999 123. Japan 1999 124. Storbritannien 2000 125. Spanien 2000 126. Monaco 2000 127. Frankrike 2000 128. Österrike 2000 129. Ungern 2000 130. Belgien 2000 131. Brasilien 2001 132. Österrike 2001 133. Storbritannien 2001 134. USA 2001 135. Monaco 2002 136. Australien 2003 137. Malaysia 2003 138. Belgien 2004 139. Spanien 2005 140. Monaco 2005 141. Kanada 2005 142. Storbritannien 2005 143. Ungern 2005 144. Turkiet 2005 145. Italien 2005 146. Belgien 2005 147. Brasilien 2005 148. Japan 2005 149. Malaysia 2007 150. Monaco 2007 151. Kanada 2007 152. USA 2007 153. Europa 2007 154. Ungern 2007 155. Italien 2007 156. Japan 2007 157. Australien 2008 158. Monaco 2008 159. Storbritannien 2008 160. Tyskland 2008 161. Ungern 2008 162. Kina 2008 163. Ungern 2009 164. Singapore 2009 165. Australien 2010 166. Kina 2010 167. Turkiet 2010 168. Kanada 2010 169. Belgien 2010 170. Kina 2011 171. Kanada 2011 172. Tyskland 2011 173. Ungern 2011 174. Japan 2011 175. Abu Dhabi 2011 176. Australien 2012 177. Kanada 2012 178. Ungern 2012 179. Belgien 2012 180. Italien 2012 181. USA 2012 182. Brasilien 2012 183. Italien 2021 184. Miamis 2024 185. Ungern 2024 186. Nederländerna 2024 187. Azerbajdzjan 2024 |

| 1. Kanada 1972 2. Sydafrika 1973 3. Brasilien 1974 4. Kanada 1974 5. Brasilien 1976 6. Sydafrika 1976 7. Spanien 1976 8. Frankrike 1976 9. Tyskland 1976 10. Österrike 1976 11. Kanada 1976 12. USA 1976 13. Argentina 1977 14. Brasilien 1977 15. Sydafrika 1977 16. Storbritannien 1977 17. Italien 1977 18. USA 1977 19. Monaco 1984 20. Tyskland 1984 21. Nederländerna 1984 22. Österrike 1985 23. Belgien 1985 24. Monaco 1986 25. Tyskland 1986 26. Brasilien 1988 27. San Marino 1988 28. Monaco 1988 29. Mexiko 1988 30. Kanada 1988 31. Detroit 1988 32. Frankrike 1988 33. Tyskland 1988 34. Ungern 1988 35. Belgien 1988 36. Italien 1988 37. Portugal 1988 38. Spanien 1988 39. Japan 1988 40. Australien 1988 41. Brasilien 1989 42. San Marino 1989 43. Monaco 1989 44. Mexiko 1989 45. USA 1989 46. Kanada 1989 47. Frankrike 1989 48. Storbritannien 1989 49. Tyskland 1989 50. Belgien 1989 51. Italien 1989 52. Portugal 1989 53. Spanien 1989 54. Japan 1989 55. Australien 1989 56. USA 1990 57. Brasilien 1990 58. San Marino 1990 59. Monaco 1990 60. Kanada 1990 61. Mexiko 1990 62. Tyskland 1990 63. Belgien 1990 64. Italien 1990 65. Spanien 1990 66. Japan 1990 67. Australien 1990 68. USA 1991 69. Brasilien 1991 70. San Marino 1991 71. Monaco 1991 72. Ungern 1991 73. Belgien 1991 74. Italien 1991 75. Spanien 1991 76. Japan 1991 77. Australien 1991 78. Kanada 1992 79. Australien 1993 80. Luxemburg 1997 81. Australien 1998 82. Brasilien 1998 83. Argentina 1998 84. San Marino 1998 85. Spanien 1998 86. Monaco 1998 87. Kanada 1998 88. Frankrike 1998 89. Storbritannien 1998 90. Tyskland 1998 91. Ungern 1998 92. Belgien 1998 93. Australien 1999 94. Brasilien 1999 95. San Marino 1999 96. Monaco 1999 97. Spanien 1999 98. Storbritannien 1999 99. Österrike 1999 100. Tyskland 1999 101. Ungern 1999 102. Belgien 1999 103. Italien 1999 104. Australien 2000 105. Brasilien 2000 106. San Marino 2000 107. Europa 2000 108. Österrike 2000 109. Tyskland 2000 110. Belgien 2000 111. San Marino 2001 112. Monaco 2001 113. Europa 2003 114. USA 2003 115. Storbritannien 2004 116. San Marino 2005 117. Spanien 2005 118. Monaco 2005 119. Tyskland 2005 120. Turkiet 2005 121. Italien 2005 122. Belgien 2005 123. Tyskland 2006 124. Ungern 2006 125. Italien 2006 126. Monaco 2007 127. Kanada 2007 128. USA 2007 129. Storbritannien 2007 130. Ungern 2007 131. Italien 2007 132. Japan 2007 133. Kina 2007 134. Australien 2008 135. Kanada 2008 136. Storbritannien 2008 137. Tyskland 2008 138. Ungern 2008 139. Belgien 2008 140. Japan 2008 141. Kina 2008 142. Europa 2009 143. Italien 2009 144. Singapore 2009 145. Abu Dhabi 2009 146. Kanada 2010 147. Korea 2011 148. Australien 2012 149. Malaysia 2012 150. Ungern 2012 151. Belgien 2012 152. Italien 2012 153. Singapore 2012 154. Abu Dhabi 2012 155. Brasilien 2012 156. Ryssland 2021 157. Spanien 2024 158. Ungern 2024 159. Nederländerna 2024 160. Italien 2024 |

| 1. Kanada 1971 2. Österrike 1972 3. Brasilien 1973 4. Sverige 1973 5. Frankrike 1973 6. Belgien 1974 7. Frankrike 1975 8. USA 1975 9. Spanien 1976 10. Österrike 1976 11. USA 1976 12. Argentina 1977 13. Brasilien 1977 14. Storbritannien 1977 15. Kanada 1981 16. USA West 1982 17. Belgien 1982 18. USA West 1983 19. Detroit 1983 20. Brasilien 1984 21. Frankrike 1984 22. USA 1984 23. Storbritannien 1984 24. Tyskland 1984 25. Österrike 1984 26. Italien 1984 27. Portugal 1984 28. Brasilien 1985 29. Storbritannien 1985 30. Tyskland 1985 31. Österrike 1985 32. Nederländerna 1985 33. Belgien 1985 34. Monaco 1986 35. Belgien 1986 36. Belgien 1987 37. Japan 1987 38. San Marino 1988 39. Monaco 1988 40. Mexiko 1988 41. Kanada 1988 42. Detroit 1988 43. Frankrike 1988 44. Ungern 1988 45. Spanien 1988 46. Japan 1988 47. Australien 1988 48. San Marino 1989 49. Monaco 1989 50. USA 1989 51. Tyskland 1989 52. Belgien 1989 53. Italien 1989 54. Spanien 1989 55. Japan 1989 56. USA 1990 57. Brasilien 1990 58. Monaco 1990 59. Kanada 1990 60. Italien 1990 61. San Marino 1991 62. Italien 1991 63. Japan 1991 64. Australien 1991 65. Mexiko 1992 66. Kanada 1992 67. Portugal 1992 68. Europa 1993 69. Kanada 1997 70. Italien 1997 71. Australien 1998 72. Brasilien 1998 73. Spanien 1998 74. Monaco 1998 75. Frankrike 1998 76. Österrike 1998 77. Tyskland 1998 78. Italien 1998 79. Luxemburg 1998 80. Brasilien 1999 81. Monaco 1999 82. Frankrike 1999 83. Storbritannien 1999 84. Österrike 1999 85. Tyskland 1999 86. Ungern 1999 87. Belgien 1999 88. Europa 1999 89. San Marino 2000 90. Storbritannien 2000 91. Spanien 2000 92. Monaco 2000 93. Kanada 2000 94. Frankrike 2000 95. Österrike 2000 96. Ungern 2000 97. Italien 2000 98. USA 2000 99. Japan 2000 100. Malaysia 2000 101. Malaysia 2001 102. Österrike 2001 103. Monaco 2001 104. Frankrike 2001 105. Storbritannien 2001 106. Ungern 2001 107. Australien 2002 108. Frankrike 2002 109. Australien 2003 110. Monaco 2003 111. Europa 2003 112. Tyskland 2004 113. Belgien 2004 114. Malaysia 2005 115. Bahrain 2005 116. Kanada 2005 117. Frankrike 2005 118. Storbritannien 2005 119. Tyskland 2005 120. Ungern 2005 121. Turkiet 2005 122. Italien 2005 123. Brasilien 2005 124. Japan 2005 125. Kina 2005 126. Australien 2006 127. Kanada 2006 128. Italien 2006 129. Malaysia 2007 130. Monaco 2007 131. Kanada 2007 132. Italien 2007 133. Japan 2007 134. Australien 2008 135. Bahrain 2008 136. Kina 2008 137. Kina 2010 138. Spanien 2010 139. Europa 2010 140. Belgien 2010 141. Brasilien 2010 142. Abu Dhabi 2010 143. Spanien 2011 144. Kanada 2011 145. Tyskland 2011 146. Italien 2011 147. Singapore 2011 148. Japan 2011 149. Australien 2012 150. Indien 2012 151. Brasilien 2012 152. Malaysia 2013 153. Italien 2016 154. Ungern 2017 155. Österrike 2020 156. Steiermarks 2020 157. Turkiet 2020 158. Ryssland 2021 159. Monaco 2022 160. Abu Dhabi 2022 161. Italien 2023 162. Brasilien 2023 163. Las Vegas 2023 164. Miamis 2024 165. Spanien 2024 166. Nederländerna 2024 167. Italien 2024 168. Azerbajdzjan 2024 |

## Organisation

### Ledande befattningar
Ett urval av de ledande positionerna inom stallet.
| Position                                       |                | Namn                              |
| ---------------------------------------------- | -------------- | --------------------------------- |
| VD                                             | USA            | Zak Brown                         |
| Stallchef                                      | Italien        | Andrea Stella                     |
| COO                                            | Storbritannien | Piers Thynne                      |
| Tekniska direktörer                            | Storbritannien | Neil Houldey (ingenjörsvetenskap) |
|                                                | Storbritannien | Peter Prodromou (aerodynamik)     |
|                                                | Storbritannien | Mark Temple (prestanda)           |
| Chefsstrateg och sportdirektör                 | Storbritannien | Randy Singh                       |
| Lagledare                                      | Storbritannien | Paul James                        |
| Teknisk chef för ingenjörsvetenskap och design | Storbritannien | Rob Marshall                      |
| Design- och utvecklingschef                    | Storbritannien | Neil Oatley                       |
| Raceingenjör (Norris)                          | Storbritannien | William Joseph                    |
| Raceingenjör (Piastri)                         | Storbritannien | Tom Stallard                      |

### Sponsorer

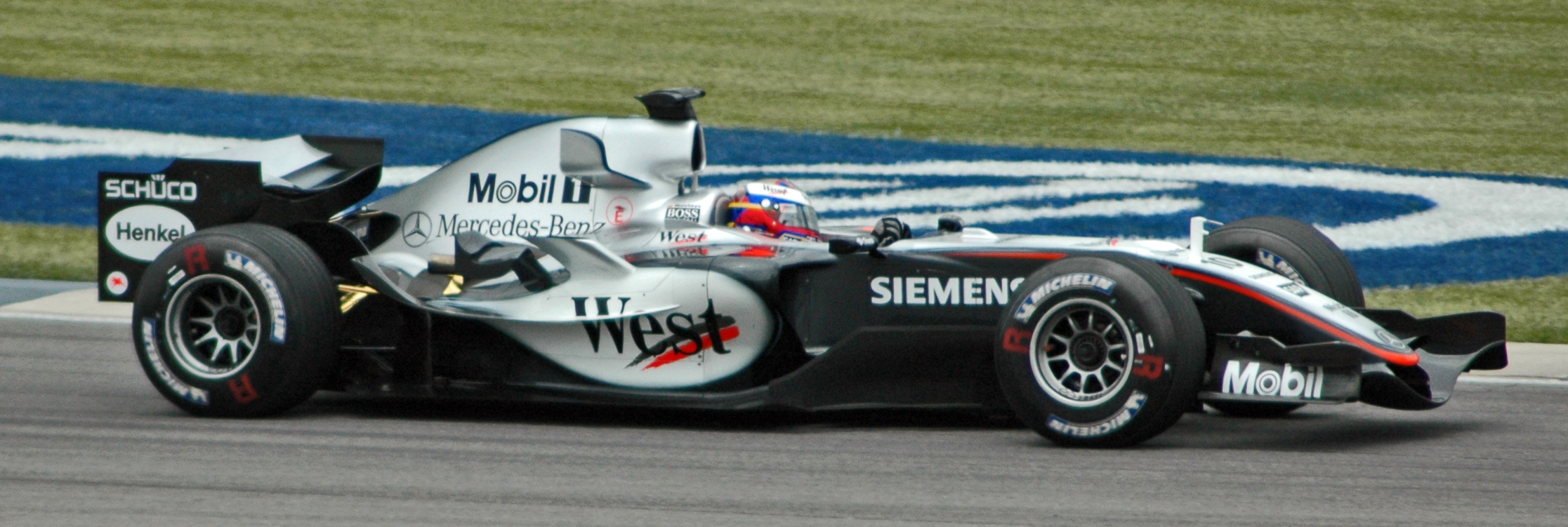
Montoya under kvalificeringen till USA:s Grand Prix 2005.

McLaren är som alla formel 1-stall beroende av sponsorer för att överleva och sponsras av flera världsledande varumärken. Precis som alla andra stora stall har tobakssponsring spelat en viktig roll för McLaren. Redan 1974 blev Marlboro titelsponsor för stallet och skapade ett av de mest framgångsrika och igenkända sponsorsamarbeten i F1-historien. Avtalet med Marlboro varade ända till 1997 då Philip Morris valde att istället exklusivt sponsra Ferrari.
Efter förlusten av titelsponsorn lyckades Ron Dennis få till stånd ett avtal med tobaksbolaget West som från och med 1997 blev stallets huvudsponsor. När den nya EU-lagen som förbjuder tobaksreklam inom EU trädde i kraft den 31 juli 2005 valde McLaren och West att avsluta sitt samarbete. McLaren hade kunnat behålla West och visat deras logotyp vid de race som kördes utanför EU om inte en brittisk lag, Tobacco Advertising and Promotion Act, som trädde i kraft den 31 juli 2005 och som hindrade brittiska stall att ha tobaksreklam på bilarna om loppen med tobaksponsring visades på brittisk tv. 2007 blev Vodafone McLarens nya huvudsponsor. Partnerskapet är långsiktigt och stallets namn ändrades till Vodafone McLaren Mercedes. Till säsongen 2014 drog sig Vodafone ur och McLaren blev då helt utan titelsponsor. Namnet blev då McLaren Mercedes.
Några av McLarens sponsorer och partner är Diageo, ExxonMobil, Johnnie Walker, Lenovo, Mercedes-Benz, Olympus, Splunk, Steinmetz, Vodafone och Banco Santander.

## Andra stall
McLaren har också levererat bilar till andra formel 1-stall.
| Stall                                   | Säsong | Konstruktör  | Antal lopp | Poäng |
| --------------------------------------- | ------ | ------------ | ---------- | ----- |
| Antique Automobiles/Colin Crabbe Racing | 1969   | McLaren-Ford | 4          | 3     |
| BS Fabrications                         | 1977   | McLaren-Ford | 10         |       |
| BS Fabrications                         | 1978   | McLaren-Ford | 14         |       |
| Eagle                                   | 1968   | McLaren-Ford | 3          | 3     |
| Emilio de Villota                       | 1977   | McLaren-Ford | 7          |       |
| Emilio de Villota                       | 1978   | McLaren-Ford | 1          |       |
| Jo Bonnier                              | 1968   | McLaren-BRM  | 7          | 1     |
| Jo Bonnier                              | 1970   | McLaren-Ford | 2          |       |
| Jo Bonnier                              | 1971   | McLaren-Ford | 5          |       |
| Lawson                                  | 1969   | McLaren-Ford | 1          |       |
| Melchester Racing                       | 1978   | McLaren-Ford | 1          |       |
| Penske-White Racing                     | 1971   | McLaren-Ford | 2          | 4     |
| Scuderia Scribante                      | 1974   | McLaren-Ford | 1          |       |
| Scuderia Scribante                      | 1975   | McLaren-Ford | 1          |       |
| Surtees                                 | 1970   | McLaren-Ford | 4          | 1     |